# Saawan
Saawan é um filme de drama paquistanês de 2017 dirigido e escrito por Farhan Alam e Mashood Qadri. Foi selecionado como representante de seu país ao Oscar de melhor filme estrangeiro em 2018.

## Elenco
- Saleem Mairaj
- Syed Karam Abbas
- Arif Bahalim
- Najiba Faiz
- Imran Aslam
- Tipu Sharif
- Hafeez Ali
- Sehrish Qadri
- Sohail Malik
- Shahid Niazmi]]
- Muhammad Abbas
- Danial Yunus
- Mehek Zulfiqar